# Je voyage
 (mai 2020).
Si vous disposez d'ouvrages ou d'articles de référence ou si vous connaissez des sites web de qualité traitant du thème abordé ici, merci de compléter l'article en donnant les références utiles à sa vérifiabilité et en les liant à la section « Notes et références ».
Je voyage est le 45e album studio de Charles Aznavour sorti en 2003.

## Liste des chansons
| No  | Titre                         | Durée |
| --- | ----------------------------- | ----- |
| 1.  | Lisboa                        |       |
| 2.  | Je n'entends rien             |       |
| 3.  | Être quelqu'un de différent   |       |
| 4.  | Des mots                      |       |
| 5.  | La Critique                   |       |
| 6.  | Je Voyage                     |       |
| 7.  | Mort Vivant (Délit d'Opinion) |       |
| 8.  | Orphelin de Toi               |       |
| 9.  | Il y a des trains             |       |
| 10. | On s’éveille à la vie         |       |
| 11. | Des amis des deux côtés       |       |
| 12. | Dans le feu de mon âme        |       |